# 杉浦由梨
杉浦 由梨（すぎうら ゆり、1989年8月25日 - ）は、愛知県出身の美術家、女性漫画家、イラストレーター。漫画家活動時のペンネームは、三浦 よし木（みうら よしき）。
姉と弟がおり、弟はプロレスラーの杉浦透。

## 略歴
1989年、愛知県半田市出身。
2014年、愛知県立芸術大学美術学部油画専攻卒業。卒業後漫画家を目指す。
2015年5月、25歳のときに講談社の新人賞「第37回MANGA OPEN」に応募した読みきり作品『僕の変な彼女』で、東村アキコ賞と編集部賞のダブル受賞を果たす。選考委員をつとめた東村アキコが「私が過去に読んだ読み切りの中でもベスト10に入る傑作」と絶賛し、ネット上で話題を呼んだ。
美術家としては一風変わったアート作品を展開している。その中でも浴槽に「その日抜けた毛で絵を描く」という「髪の毛アート」は、「アートアワードトーキョー丸の内 2014」でオーディエンス賞を受賞。翌2015年には中京テレビ『オードリーさん、ぜひ会ってほしい人がいるんです。』でも取り上げられた。
2016年頃は東京都中野区の古物買取販売店でアルバイトをしており、同店の店長の似顔絵を描いたところ「むかつくけど、似てる」という絶妙に「ひどい」似顔絵が完成し、これをきっかけに「ひどい似顔絵描き」というイベントが開かれた。
2018年6月頃より、自身のInstagramアカウントで、洗顔料の白い泡の利用して著名人の顔を造形する「洗顔ものまね」を投稿。2020年3月にTwitterアカウントでも投稿を行ったところ、50万いいねを獲得するなど大きな話題を呼んだ。2023年4月にはヴィレッジヴァンガードとのコラボレーションによるグッズ販売が行われた。

## 作品リスト
※全て「三浦よし木」名義。
- 僕の変な彼女 (2015)
- こころ (2016)（週刊Dモーニング）[9]
- 付け髷侍 (2017年Dモーニング8月増刊号掲載)
- とろみ星人とろみちゃん (2018年週刊モーニング23号掲載)
- も (2019年週刊モーニング38号掲載)[10]
  - 「も」 - この読み切りドキュメンタリー作品の元になった、「も」という文字の上で作者が24時間生活する動画。も
- 花をうめる (2021年)　※原作：新美南吉